# Michał Rossner

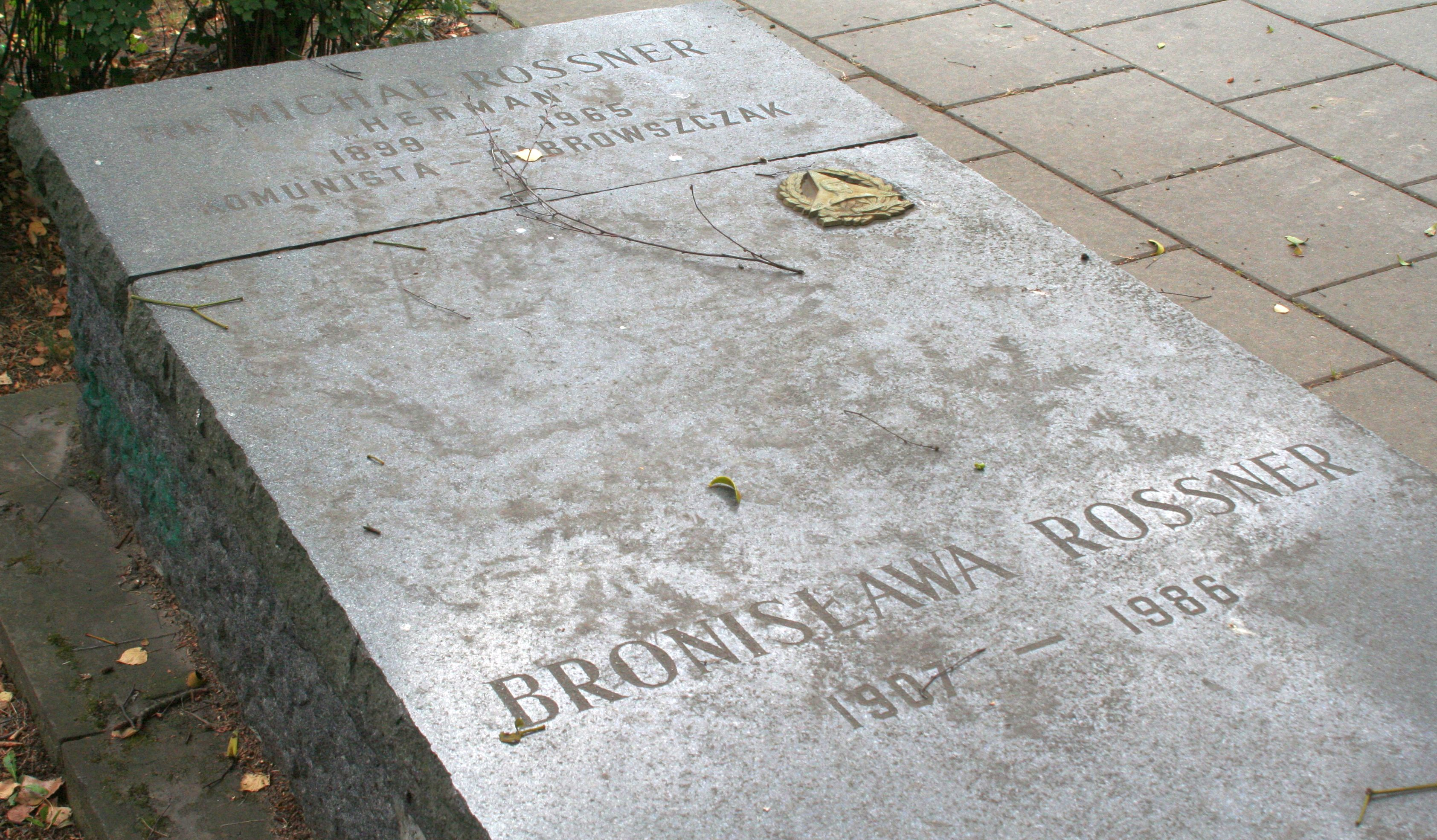
Grób Michała Rossnera na cmentarzu Wojskowym na Powązkach w Warszawie

Michał Rossner właśc. Chemja Lederman, ps. Herman (ur. 29 kwietnia 1899 w Krzepicach, zm. 6 grudnia 1965) – działacz komunistyczny, dąbrowszczak, pułkownik Milicji Obywatelskiej.

## Życiorys
Urodził się w rodzinie Jakuba (Izraela) i Heleny (Estery). W latach 20. i 30. XX wieku był członkiem Komunistycznej Partii Polski. Działał pod pseudonimem Herman. Był m.in. kierownikiem Biura Żydowskiego przy KPP. 24 lutego 1928 został aresztowany w Łodzi (razem z m.in. Witoldem Wandurskim). Za posiadanie fałszywych dokumentów (na nazwisko Izydor Fajngold) i działalność komunistyczną został skazany na 3 lata więzienia.
Kierownik Wydziału Cenzury Resortu Bezpieczeństwa Publicznego od 1 września do 6 grudnia 1944. Później (od 6 grudnia 1944) był kierownikiem Wydziału Personalnego Komendy Głównej Milicji Obywatelskiej, a następnie (od 15 lutego 1950 do 14 grudnia 1954) - szefem Oddziału Szkoleniowo-Politycznego (w stopniu pułkownika) KG MO. W Milicji Obywatelskiej służył do 30 kwietnia 1957. 
Pochowany na cmentarzu Wojskowym na Powązkach w Warszawie (kwatera B2-4-1).

## Ordery i odznaczenia
- Krzyż Oficerski Orderu Odrodzenia Polski (10 października 1945)[6]
- Złoty Krzyż Zasługi (4 października 1946)[7]